# Brutal Assault/Line-ups
Dies ist eine Liste der „Brutal Assault“-Festivals, gegliedert nach Veranstaltungsort.

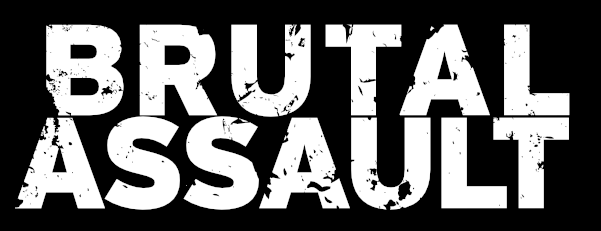
Logo des Brutal Assault

## Obůrka (1996–1997)

### 1. Brutal Assault (August 1996)
Etwa 350 Besucher.
Stigma, Psychoanalytic, YBCA, Ingrowing, Silent Stream of Godless Elegy, HEAD, Infanticide, Enochian

### 2. Brutal Assault (August 1997)
Etwa 620 Besucher.
Night in Gales, ROOT, Tisíc let od ráje, Stigma, Krabathor, Ingrowing, Godless Truth, Asgard, Melancholy Pesimism, YBCA, Silent Stream of Godless Elegy, Head, Sickness, Imperial Foeticide, Eternal Deformity, Death Sentence, Ritual

## Blansko (1998–2000)

### 3. Brutal Assault (August 1998)
Etwa 1.500 Besucher.
Night in Gales, Callenish Circle, Mystic Circle, Dark, Stigma, Fleshless, Ingrowing, Godless Truth, Aggressive Tyrants, Asgard, Depresy, VUVR, Endless

### 4. Brutal Assault (20.–21. August 1999)
Etwa 1.200 Besucher.
Septicflesh, Root, Garden of Shadows, SSOGE, Stigma, Fleshless, Pathology Stench, Insania, Dark, Lunatic Gods, Ingrowing, Oxide of Chrome Opaque, Isacaarum, Asgard, Depresy, Coarse Grain, YBCA, Mindlock, Bizarre of Brutality, Antisilent Magoria, Melancholy Pessimism, Contrastic, Thalarion, Infectious Gelms, Sanatorium, Sad Harmony, Machinery, Monastery

### 5. Brutal Assault (18.–19. August 2000)
Etwa 1.650 Besucher.
Al Sirat, Amon, Asgard, Avenger, Callenish Circle, Cerebral Turbulency, Contrastic, Crusher, Dementor, Depresy, Dying, Embalming, Endless, Fleshless, F.O.B., Godless Truth, Immortal Tears, Inferno, Ingrowing, Insania, Isacaarum, Love History, Macabre, Malignancy, Mortician, Pandemia, Passion, Punishment, Rhea, Salamandra, Sear Bliss, Shaark, Sickness, Stigma, Sunterra, Thalarion, V.A.R., Virtual Void, !T.O.O.H.!

## Výstaviště Přerov (2001)

### 6. Brutal Assault (17.–18. August 2001)
Etwa 1.400 Besucher.
Absurd Conflict, Agathodaimon, Alienation Mental, Ancient, Antares, Barracuda, Bastard Saints, Behemoth, Bethrayer, Bizarre, Brainwash, Breaking Beads, Cerebral Turbulency, Contrastic, Deflorace, Depresy, Desecrated Dreams, Draco Hypnalis, Esicastic, Euthanasia, Fleshgrind, Fleshless, Godless Truth, Imperial Foeticide, Interitus, Intervalle Bizarre, Laniena Mentis, Lykathea Aflame, Mastic Scum, Masturbace, Mind Snare, Murder Persons, Napalm Death, Necrophagist, Nefas, Night in Gales, Pathology Stench, Perversist, Pigsty, Promises, Return to Innocence, Root, Sanatarium, Silent Stream of Godless Elegy, Substance of Change, Sungate, The Haunted, Tortharry, Typhoid, Vuvr

## Hvozd u Konice (2002–2004)

### 7. Brutal Assault (23. – 24. August 2002)
Etwa 1.400 Besucher.
Abortion, Alienation Mental, Ancient Rites, Avenger, Barracuda, Behemoth, Belphegor, Bethrayer, Brainwash, Callenish Circle, Ciaff, Cock and Ball Torture, Colp, Coward, Danse Macabre, Dark Gamballe, Darkside, Deepred, Dissolving of Prodigy, Dying Passion, Endless, Galadriel, Godless Truth, Hollenthon, Hypnotic Scenery, Immortal Tears, Incantation, Infectious Germs, Infliction, Ingrowing, Inner Fear, Intervalle Bizarre, Lovecraft, Lunatic Gods, Malignant Tumour, Martyrium Christi, Mastic Scum, Mater Monstiferam Melancholy Pessimism, Mincing Fury Mortura, Neglected Fields, Orkrist, Pandemia, Pathology Stench, Poppy Seed Grinder, Protest, Ravenarium, Rays of the Sun, R.E.T., Root, Scarve, Sear Bliss, Seeds of Sorrow, Six Degrees of Separation, Sungate, Thalarion, Tiamat, Tisíc Let Od Ráje, Tortharry, Undertakers

### 8. Brutal Assault (7. – 9. August 2003)
Etwa 2000 Besucher.
Abstract, Absurd Conflict, Ador Dorath, Adultery, Agathocles, Agony, Animé, Asgard, Avenger, Bethrayer, Cerebral Turbulency, Contrastic, Craniotomy, Death Sentence, Depresy, Despise, Disavowed, Disfigured Corpse, Draco Hypnalis, Dysanchely, Ebola Joy, Editor, Ephel Duath, Equirhodont, Forrest Jump, Godless Truth, Hollenthon, Imperial Foeticide, Inner Fear, Kataklysm, Laniena Mentis, Locomotive, Malevolent Creation, Memoria, Morgain, Mortifilia, Necrophagist, Novembre, Onset, Opera IX, Pathology Stench, Pungent Stench, Pyaemia, Rays of the Sun, Return to Innocence, Root, Sacrist, Scenery, Shaark, Silent Stream of Godless Elegy, Six Degrees of Separation, Sorath, Surgivcal Dissection, Tisíc Let Od Ráje, Varso, Virtual Void, YBCA, !T.O.O.H.!

### 9. Brutal Assault (5. – 7. August 2004)
Etwa 2.000 Besucher.
Abortion, Ador Dorath, Antistar Co., Barracuda, Bed Sores, Beltaine, Cannibal Corpse, Cerebral Turbulency, Colp, Dark Gamballe, Darkside, Darzamat, Dead Infection, Deaf 99, Deflorace, Demolition, Depresy, Dying Passion, Endless, Euthanasia, F.O.B., From Beyond, Galadriel, Godless Truth, Graveworm, Gride, Immortal Tears, Impaled Nazarene, Ingrowing, Jack Slater, Lex Talionis, Livores Mortis, Lunatic Gods, Melancholy Pessimism, Martyrium Christi, Melissy, Memoriu, Misery Index, Neglected Fields, Nobody, Nocturnal Devotion, Pathology Stench, Poppy Seed Grinder, R.E.T., Rites of Undeath, Root, Sacrosanctum, Sanatorium, Sear Bliss, Smashed Face, Sun Has Cancer, Torment, Sungate, Utopia, Wayd

## Svojšice (2005–2006)

### 10. Brutal Assault (11. – 13. August 2005)
Etwa 2.500 Besucher.
Ador Dorath, Agathodaimon, Ahriman, Ahumado Granujo, Alienation Mental, Belphegor, Callenish Circle, Casketgarden, Depresy, Despise, Disfigured Corpse, Disillusion, Equirhodont, Ethereal Pandemonium, Greedy Invalid, Gutted, Hecate, Isacaarum, Krisiun, Lord Belial, My Dying Bride, Natron, Necrophagist, Negură Bunget, Obituary, Oblomov, Onset, Pathology Stench, Pigsty, Poostew, Root, Scenery, Silent Stream of Godless Elegy, Six Degrees of Separation, Squash Bowels, Textures

### 11. Brutal Assault (10. – 12. August 2006)
Etwa 7.000 Besucher.
Ador Dorath, Amorphis, Arsebreed, Birdflesh, Born from Pain, Carnival in Coal, Cenotaph, Cerebral Turbulency, Colp, Crashpoint, Deadborn, Depresy, Destruction, Dimmu Borgir, Disavowed, Ephel Duath, Fear Factory, Fleshgore, Galadriel, Gojira, Gorefest, Illediance, Mayhem, Mnemic, Morbid Angel, Mortifilia, Mourning Beloveth, Napalm Death, Neglected Fields, Negligent Collateral Collapse, Obscura, The Ocean, Onslaught, Ophiolatry, Orphaned Land, Rasta, Rites of Undeath, Root, Rotten Sound, Sacramental Blood, Sanatorium, Severe Torture, Sick of It All, Skinless, Skyforger, Solfernus, Spawn of Possession, Textures, Tisíc let od ráje, Trollech

## Josefov (seit 2007)

### 12. Brutal Assault (9. – 11. August 2007)
Etwa 9.400 Besucher.
Aborted, All That Remains, Belphegor, By Night, Carnival in Coal, Cataract, Cephalic Carnage, Dagoba, Dark Tranquillity, Deicide, Depresy, Die Apokalyptischen Reiter, Dismember, Dødheimsgard, Dying Fetus, E-Force, Ensiferum, Enslaved, Gorerotted, Gorgoroth, Haemorrhage, Immolation, Inhume, Katatonia, Keep of Kalessin, Leng Tch’e, Le Scrawl, Madball, Madder Mortum, Misanthrope, Mnemic, Onslaught, Pain, Red Harvest, Saturnus, Satyricon, Sayyadina, Soulfly, Suffocation, The Black Dahlia Murder, To Mera, Vader, Zyklon

### 13. Brutal Assault (14. – 16. August 2008)
Etwa 11.600 Besucher.

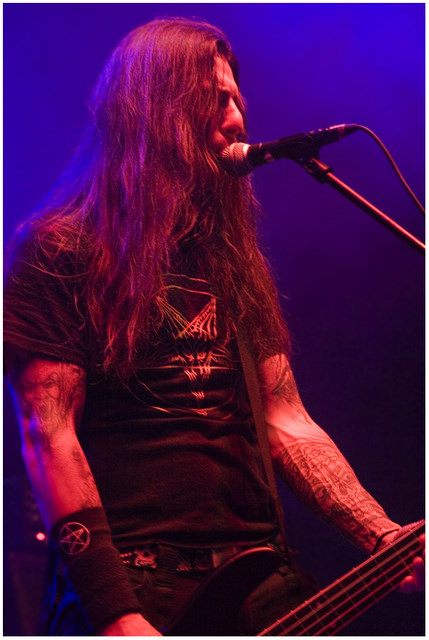
Septic Flesh 2008 auf dem Brutal Assault

Bands (Auswahl): 1349, Ador Dorath, Agnostic Front, All Shall Perish, Anaal Nathrakh, Arch Enemy, Arkona, Beheaded, Behemoth, Carcass, Cephalic Carnage, Code, Cradle of Filth, Despised Icon, Entombed, Exodus, Finntroll, General Surgery, Gloomy Grim, Grenouer, Hate, Hollenthon, Illidiance, Inherit Disease, Inveracity, Kataklysm, Mayhem, Neurosis, Novembre, Paradise Lost, Primordial, Rasta, Samael, Septicflesh, Six Feet Under, Sodom, Soilwork, Swallow the Sun, Sworn Enemy, Textures, Warbringer

### 14. Brutal Assault (6. – 8. August 2009)
Action, Ador Dorath, Agathodaimon, Anaal Nathrakh, Ashes You Leave, Atheist, Atrox, Beneath the Massacre, Biohazard, Black Bomb A, Brujeria, Brutal Truth, Carnifex, Casketgarden, Cripple Bastards, Cynic, Dagoba, Dark Funeral, Darkane, Demonic Resurrection, Depresy, Eternal Deformity, Evergreen Terrace, Evile, FDK, Flowers for Whores, Forgotten Silence, Gadget, Gama Bomb, Ghost Brigade, Grave, Hate Eternal, Immortal, Lucifer Principle, Madball, Marduk, Misery Index, Mithras, Negura Bunget, Novembers Doom, Obscura, Orphaned Land, Opeth, Pain, Pestilence, Psycroptic, Raunchy, Rotting Christ, Sadus, Skepticism, Suffocation, Testament, The Faceless, The Red Chord, Turisas, Ulver, Vomitory, Vreid, Walls of Jericho, War from a Harlots Mouth

### 15. Brutal Assault (12. – 14. August 2010)
Etwa 13.000 Besucher.

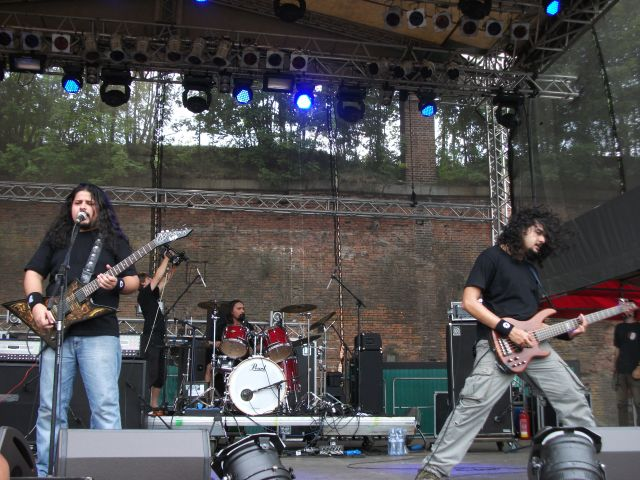
Demonic Resurrection beim Brutal Assault 2010

Bands (Auswahl): Afgrund, Agnostic Front, Alkonost, The Arusha Accord, Aura Noir, Bal-Sagoth, Barren Earth, The Black Dahlia Murder, Bleed from Within, Bonded by Blood, Callisto, Candlemass, Cannibal Corpse, Catamenia, Children of Bodom, Cock and Ball Torture, Converge, Crushing Caspars, Demonic Resurrection, Despised Icon, Devin Townsend, Devourment, Diablo Swing Orchestra, Disfigured Corpse, Dying Fetus, Ensiferum, Fear Factory, Gaza, Gojira, Gorgoroth, Graveworm, Gwar, Hypnos, Hypocrisy, Ihsahn, Ill Niño, Insania, Jesu, Kalmah, Kylesa, Lock Up, Lost Soul, Lyzanxia, Macabre, Madder Mortem, Meshuggah, Minority Sound, Mnemic, Monstrosity, Moonsorrow, My Dying Bride, Napalm Death, Necrophagist, Obituary, Origin, Proghma-C, Ragnarok, Rotten Sound, Sadist, Sarke, Sepultura, Short Sharp Shock, Sigh, Suicidal Angels, Sybreed, Tankard, Trail of Tears, Voivod, Watain, Abstract Essence (CZE), And Hell Followed With (US), Godless Truth (CZE), Honour Is Dead (UK), Ignominious Incarceration (UK), Mindwork (CZE), První Hoře (CZE), Stíny Plamenů (CZE)

### 16. Brutal Assault (11. – 13. August 2011)
Etwa 13.000 Besucher.
Bands (Auswahl): 1349, Absu, Ahab, Anathema, Architects, Asphyx, As I Lay Dying, Atheist, A Pale Horse Named Death, Benighted, Blood for Blood, Blood Red Throne, Cannabis Corpse, Cathedral, Cro-Mags, Cryptopsy, Dagoba, Debustrol, Decapitated, Dew-Scented, Dordeduh, Draconian, Einherjer, Excrementory Grindfuckers, Exhumed, Exivious, Exodus, First Blood, Forbidden, Genitorturers, Haemorrhage, Hail of Bullets, Hecate Enthroned, Horse the Band, Kataklysm, Katatonia, Khold, Kreator, Kvelertak, Kypck, Mayhem, Morbid Angel, Motörhead, Nervecell, Ram-Zet, Satyricon, Scar Symmetry, Septicflesh, Sepultura, Seventh Void, Skeletonwitch, Skyforger, Soilwork, Suicidal Tendencies, Svart Crown, Sylosis, The Dillinger Escape Plan, The Exploited, Threat Signal, Trigger the Bloodshed, Triptykon, Tsjuder, Turisas, Týr, Uneven Structure, Unexpect, Vader, Waking the Cadaver, Your Demise

### 17. Brutal Assault (9. – 11. August 2012)
Etwa 18.000 Besucher.

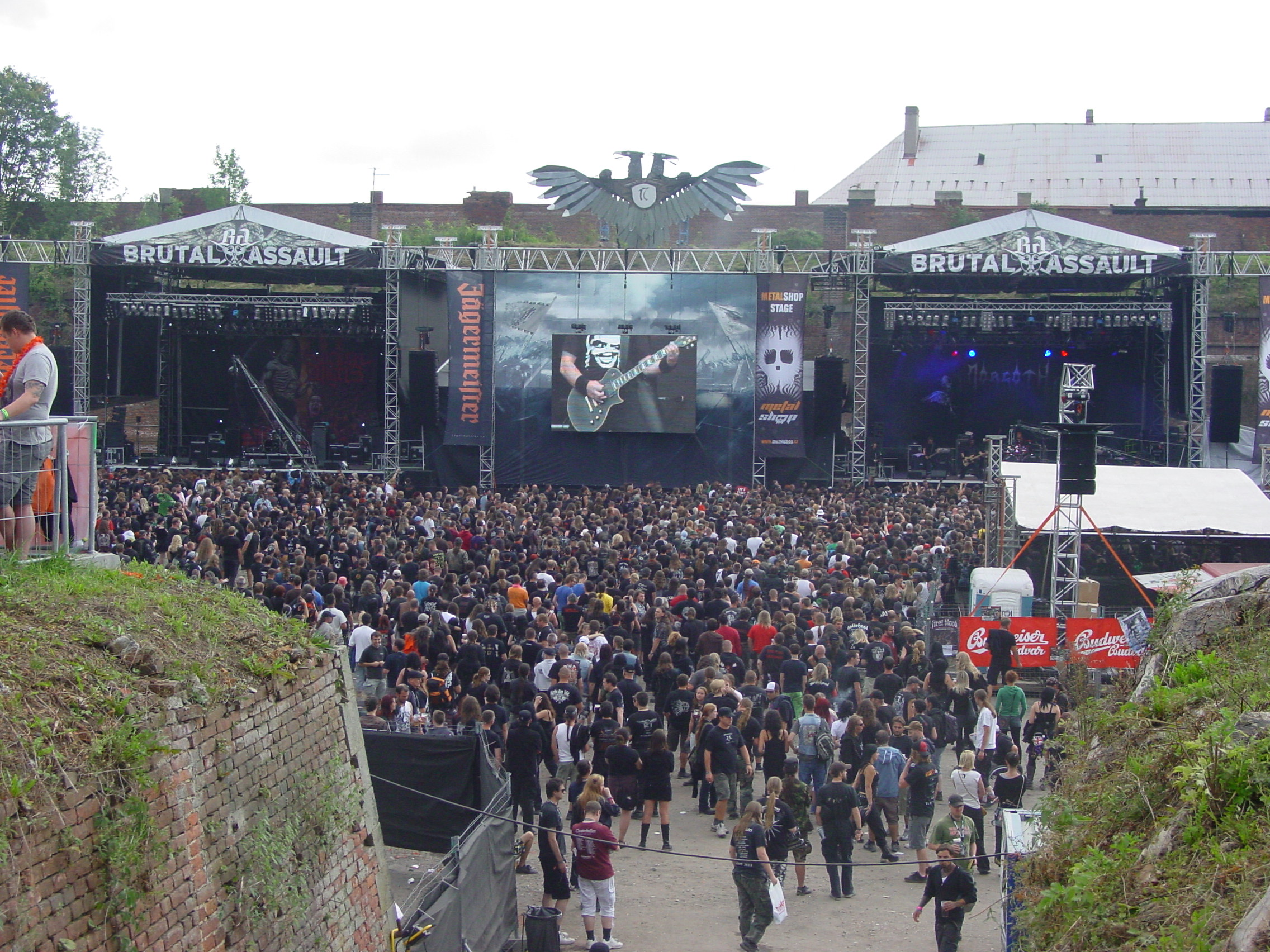
Hauptbühne 2012

Bands (Auswahl): Aborted, Agnostic Front, Ahumado Granujo, Alcest, Amon Amarth, Anaal Nathrakh, Arcturus, Arkona, At the Gates, Be'lakor, Bleed from Within, Cattle Decapitation, Converge, Corrosion of Conformity, Crowbar, Darkest Hour, Dimmu Borgir, Dødheimsgard, Engel, Et Moriemur, Fields of the Nephilim, Finntroll, General Surgery, Godflesh, Gorguts, Hatebreed, Heathen, Heaven Shall Burn, Immolation, Immortal, Incantation, Inquisition, Insomnium, Kampfar, Krisiun, Kylesa, Lock Up, Machine Head, Ministry, Moonspell, Morgoth, Municipal Waste, Napalm Death, Nile, Norma Jean, Norther, Paradise Lost, Pig Destroyer, Protest the Hero, Rise and Fall, Root, Samael, Shape of Despair, Sick of It All, Six Feet Under, Skarhead, Sodom, Sólstafir, Swallow the Sun, Textures, The Black Dahlia Murder, The Haarp Machine, The Human Abstract, The Safety Fire, Toxic Holocaust, Truth and Its Burden, Unearth, Vallenfyre, Vildhjarta, Virus, Warbringer

### 18. Brutal Assault (7. – 10. August 2013)
Etwa 13.400 Besucher.
Aborym, Aeternus, Alcest, Amorphis, Anthrax, Antropofagus, Atari Teenage Riot, Balance Interrupted, Behemoth, Belphegor, Benediction, Biohazard, Borknagar, Brotherhood of the Lake, Carcass, Carpathian Forest, Clawfinger, Coffins, Contrastic, Crushing Caspars, Cult of Luna, Decrepit Birth, Devildriver, Divadlo Marza, Downset., Dr. Living Dead, Dying Fetus, E.n.d., Ensiferum, Entombed, Fear Factory, Fields of the Nephilim, Hacride, Hatebreed, Ihsahn, In Flames, In Vain, Jungle Rot, Katalepsy, Leprous, Loudblast, Madball, Magrudergrind, Malevolent Creation, Marduk, Meshuggah, Misanthrope, Nachtmystium, Novembers Doom, Obscura, October File, Opeth, Overkill, Philm, Primordial, Pro-Pain, Rotten Sound, Saturnus, Skeletal Remains, Solefald, Sylosis, Testament, Trivium, Voivod, Vomitory, Vreid, War from a Harlots Mouth, We Butter the Bread with Butter, Whitechapel

### 19. Brutal Assault (6. – 9. August 2014)
Etwa 14.000 Besucher.

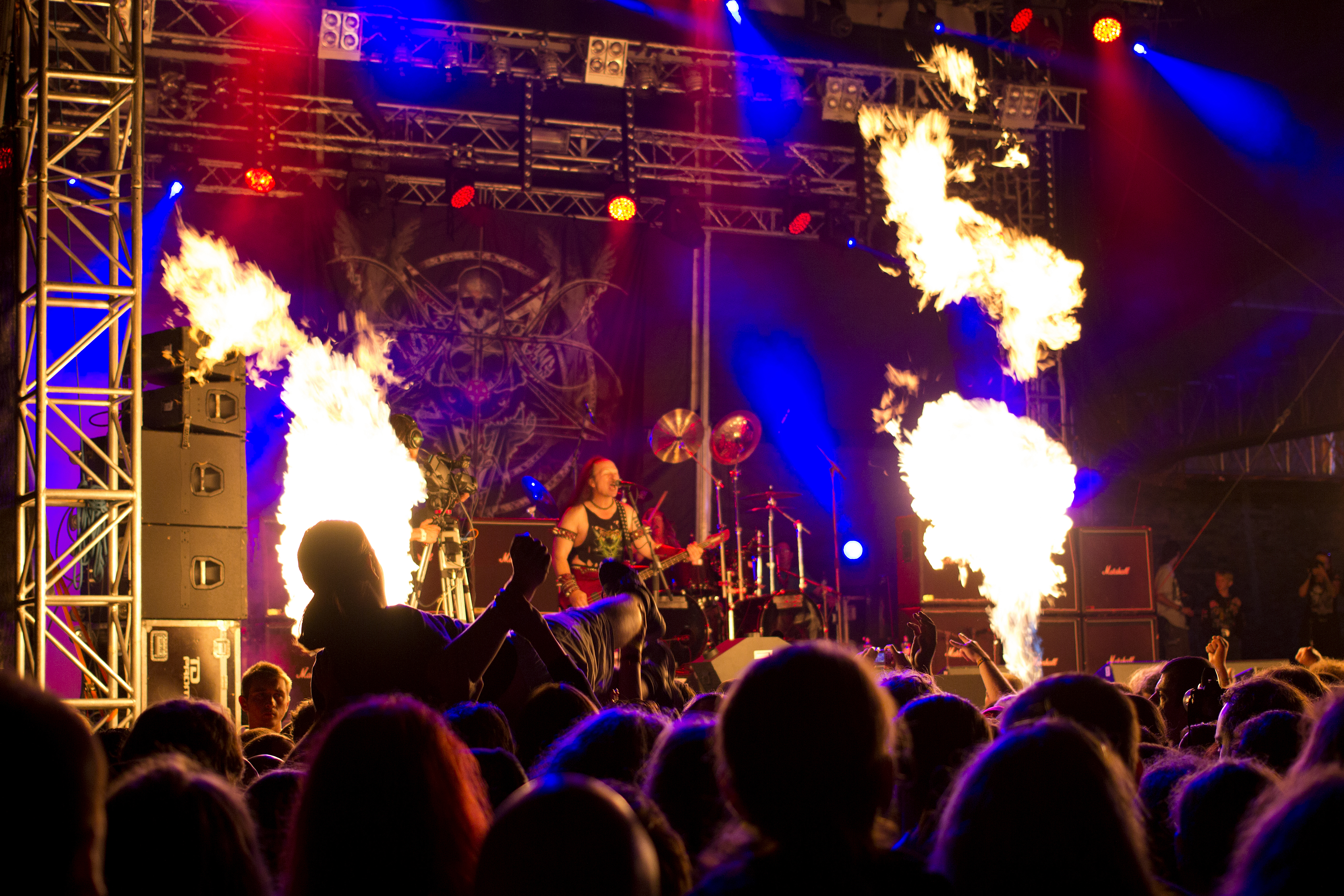
Venom beim Brutal Assault 2014

Amon Amarth, Aosoth, Architects, Arsonists Get All the Girls, August Burns Red, Benediction, Bring Me the Horizon, Broken Hope, Brutality Will Prevail, Carnival in Coal, Children of Bodom, Chthonic, Church of Misery, Combichrist, Converge, Cripper, Crowbar, Cruachan, Dew-Scented, Dodecahedron, Down, Enthroned, Epicardiectomy, Exivious, Feastem, Fleshgod Apocalypse, Fleshless, Flotsam & Jetsam, Gehenna, God Is an Astronaut, Gorguts, GrandExit, Gutted, H₂O, Hacktivist, Hail of Bullets, Hammercult, Havok, Heaving Earth, Heiden, High on Fire, Ignite, Impaled Nazarene, In Mourning, Infernal Tenebra, Inquisition, Insania, Isacaarum, Iwrestledabearonce, Jesu, Katatonia, Keep on Rotting, Khold, Krabathor, Krakow, Live Evil, Månegarm, Manes, Martyrdöd, Mgła, Misery Index, Modern Day Babylon, Mors Principium Est, My Dying Bride, Nervecell, Nightfall, Obituary, Okkultokrati, Panychida, Pentagram Chile, Radiolokator, Rats Get Fat, Red Fang, Repulsion, Ringworm, Sarke, Satyricon, Severe Torture, Shining, Siberian Meat Grinder, Sick of It All, Six Degrees of Separation, Six Feet Under, Skeletonwitch, Slayer, Sodom, Soilwork, Spasm, Strife, Suburban Terrorist, Suffocation, Terrorizer, Texas in July, The Agonist, The Church of Pungent Stench, The Devin Townsend Project, The Ocean, Unleashed, Venom, Victims, Worship

### 20. Brutal Assault (5. – 8. August 2015)
Etwa 18.000 Besucher.

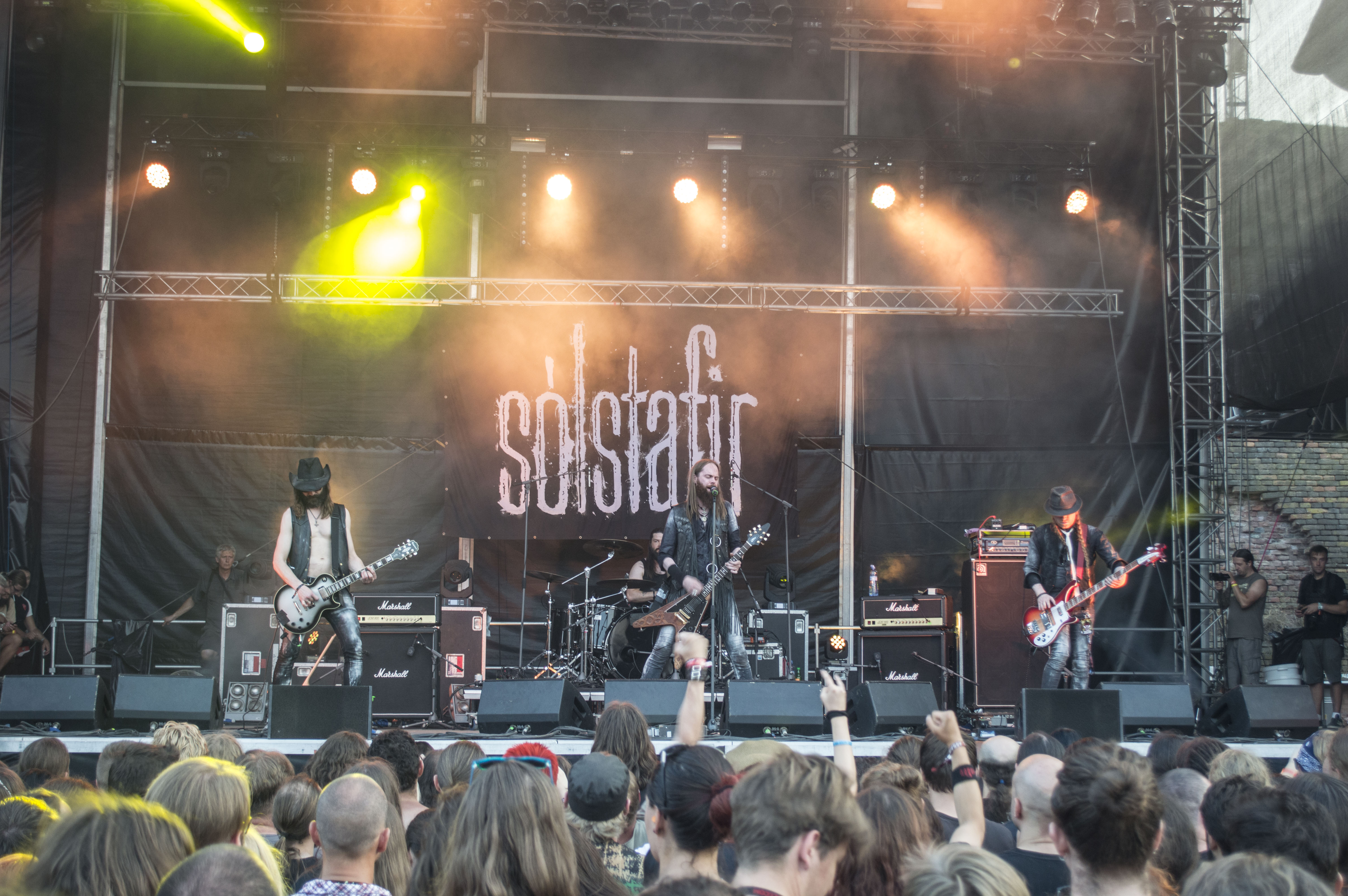
Sólstafir beim Brutal Assault 2015

(hed)p.e., Ad Nauseam, Agalloch, All Out War, Amenra, Anaal Nathrakh, Annihilator, Antaeus, Antropomorphia, Arcturus, Asphyx, Atari Teenage Riot, At the Gates, Be'lakor, Benighted, Biohazard, Bloodbath, Blood Eagle, Blood Red Throne, Brujeria, Candlemass, Cannibal Corpse, Carach Angren, Carnifex, Cattle Decapitation, Cradle of Filth, Cryptopsy, Cult of Fire, Dead Congregation, Death DTA, Decapitated, Defeated Sanity, Demilich, Demonic Resurrection, Dødheimsgard, Einherjer, Enslaved, Esoteric, Evergreen Terrace, Excrementory Grindfuckers, God Dethroned, Godflesh, Gutslit, Headcrash, Heaven Shall Burn, Ill Niño, Kataklysm, Katatonia, Kern, Killing Joke, Kreator, Krisiun, KYPCK, Lantlôs, Marduk, Maximum Penalty, Mayhem, Melechesh, Mushroomhead, Napalm Death, Ne Obliviscaris, Nervosa, Nuclear Assault, Perturbator, Phurba, Primordial, Psycroptic, Ramming Speed, Ratos de Porão, Rectal Smegma, Rings of Saturn, Rome, Rosetta, Sarke, Sebkha-Chott, Sepultura, SikTh, Skálmöld, Skepticism, Sólstafir, Soulfly, Squash Bowels, Suicide Silence, Sunn O))), Svartidaudi, The Dillinger Escape Plan, The Haunted, Touché Amoré, Toxic Holocaust, Trap, Triptykon, Trouble, Vader, Vildhjarta, Walls of Jericho, Winterfylleth, Wisdom in Chains

### 21. Brutal Assault (10. – 13. August 2016)
Etwa 18.000 Besucher.

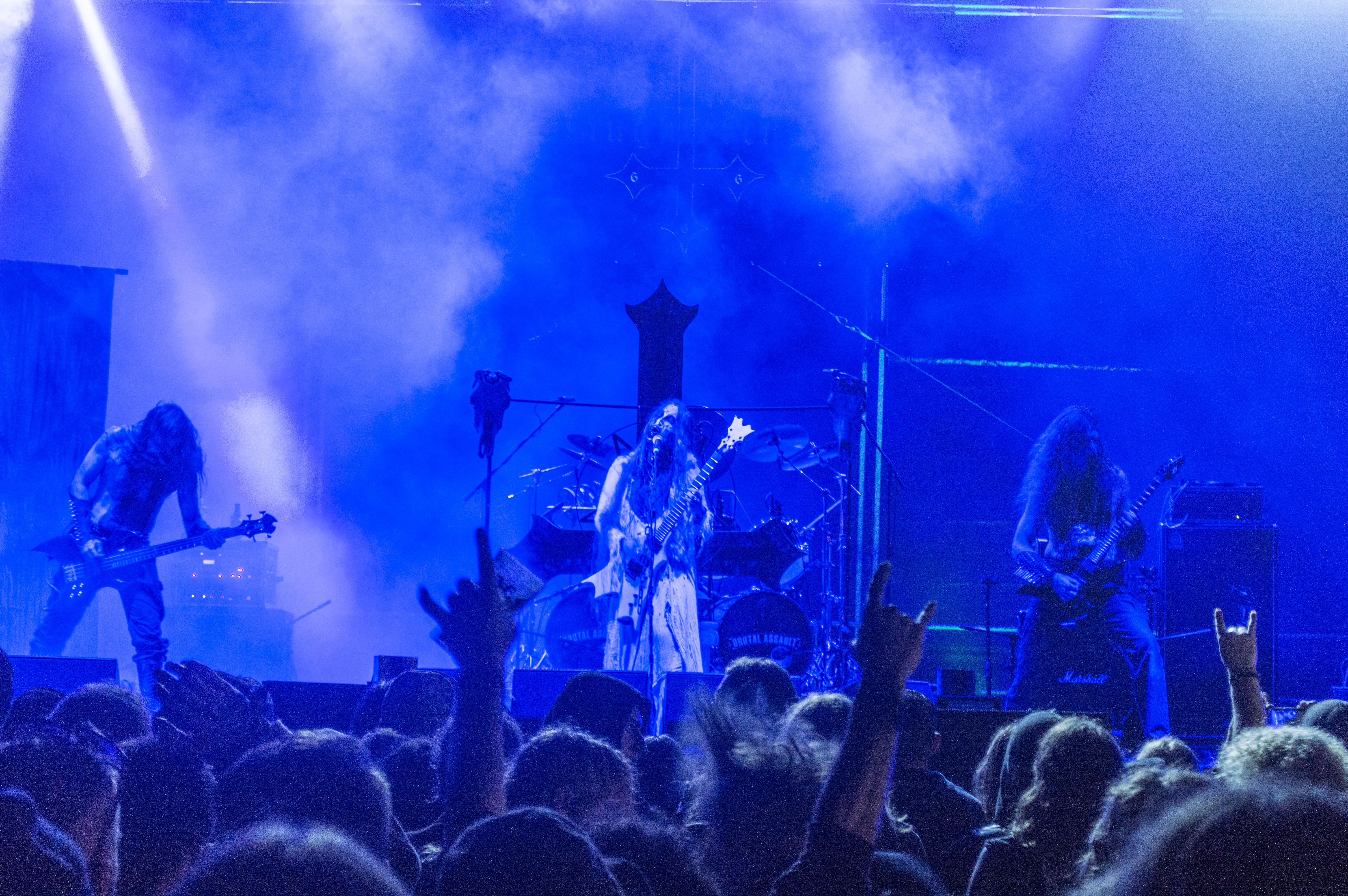
Darkened Nocturn Slaughtercult beim Brutal Assault 2016

Abbath, Aborted, Agnostic Front, Ahumado Granujo, The Algorithm, Angelcorpse, Animals as Leaders, Antigama, Arch Enemy, Arch Goat, Behemoth, Birdflesh, The Black Dahlia Murder, Bury Tomorrow, Cattle Decapitation, Chelsea Wolfe, Conan, Coroner, Darkened Nocturn Slaughtercult, Dark Funeral, Dark Tranquillity, Defeater, Destruction, DevilDriver, Disavowed, Dust Bolt, Dying Fetus, Electric Wizard, Embrional, Eskimo Callboy, Exodus, EyeHateGod, Goatwhore, Gojira, Grave, Gruesome, H₂O, Hypno5e, Ihsahn, Immolation, Insomnium, In the Woods…, Intervals, Iron Reagan, Jack the Stripper, Jig-Ai, King Dude, Knuckledust, Die Krupps, Leprous, Lightning Bolt, Lost Society, Mastodon, Mgła, Ministry, Moonsorrow, Moonspell, Mutoid Man, Neurosis, Obscura, Obituary, October Tide, Omnium Gatherum, Parkway Drive, Plini, Rebaelliun, Satyricon, Septicflesh, Shining, Sigh, Slagmaur, Stick to Your Guns, Taake, Terror, TesseracT, Textures, Tribulation, Unearth, Valkyrja, Vektor, Venom Inc., Voivod, Whiplash, Wolfbrigade, Year of No Light

### 22. Brutal Assault (9. – 12. August 2017)
Etwa 19.000 Besucher.

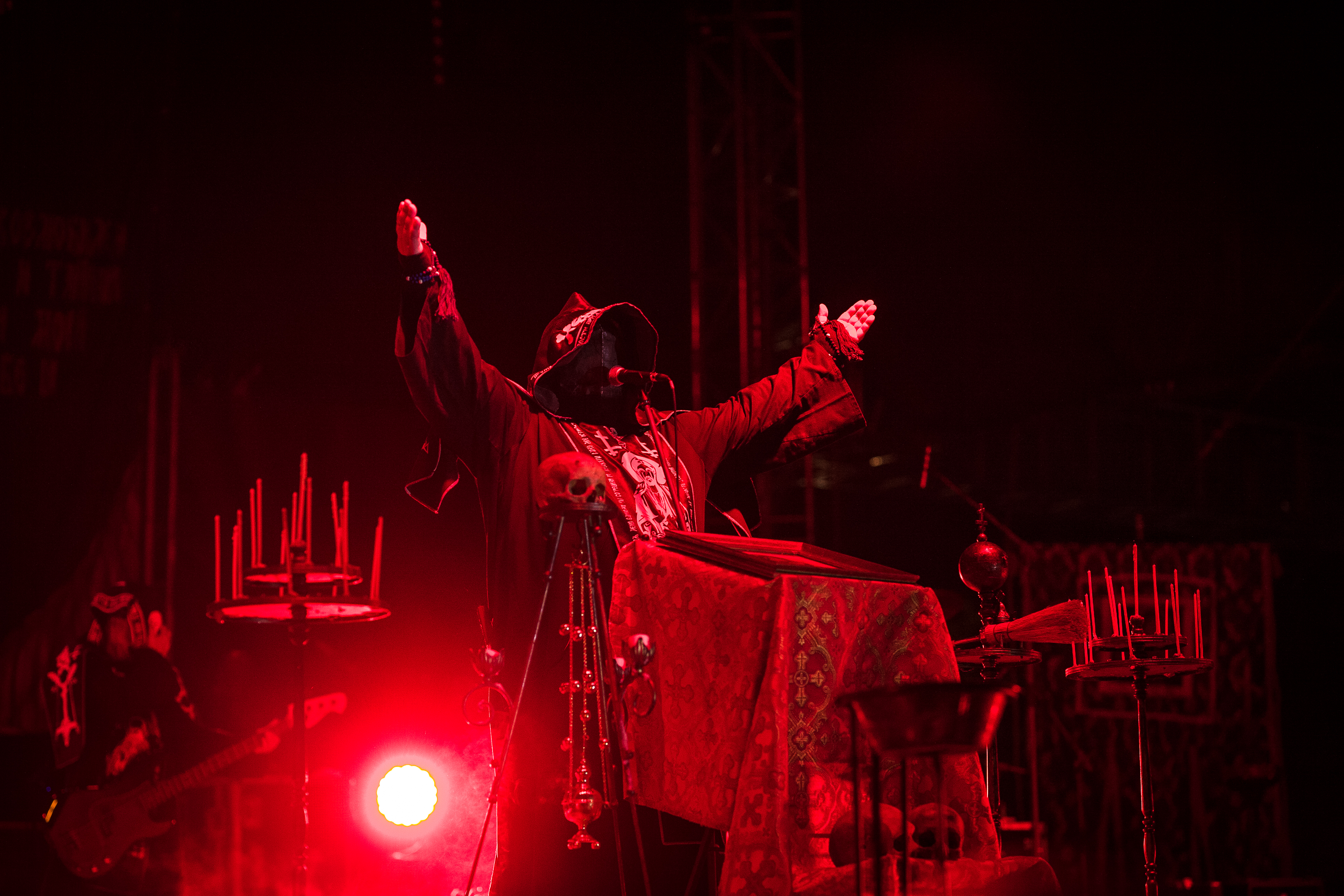
Batushka beim Brutal Assault 2017

Aeon, Amorphis, Architects, Arkona, August Burns Red, Aversions Crown, Batushka, Birds in Row, Boris, Born of Isiris, Chelsea Grin, Clawfinger, Cough, Crowbar, Cryptopsy, Decapitated, Demolition Hammer, Der Weg einer Freiheit, Deserted Fear, Einherjer, Electric Wizard, Eluveitie, Emperor, Fallujah, First Blood, Front Line Assembly, Gadget, God Is an Astronaut, God Mother, Gorguts, Graveworm, Gutalax, Hatebreed, Havok, Helheim, Igorrr, Incantation, Infected Rain, King Parrot, KMFDM, Macabre, Malignant Tumour, Mantar, Mayhem, Metal Church, Miss May I, Morbid Angel, Mourning Beloveth, Nervosa, Nile, Oathbreaker, Oceans Ate Alaska, Opeth, Overkill, Possessed, Power Trip, Prong, Protector, Revocation, Rotten Sound, Rotting Christ, Sacred Reich, Samael, Sheer Terror, SikTh, Suffocation, Svart Crown, Swallow the Sun, Swans, Teethgrinder, Terror, The Amity Affliction, The Crown, The Devin Townsend Project, The Dillinger Escape Plan, The Lurking Fear, The Number Twelve Looks Like You, Tiamat, Trivium, Tsjuder, Ulcerate, Vallenfyre, Vision of Disorder, Walls of Jericho, While She Sleeps, Wintersun, Wolfheart, Wolves in the Throne Room, Wrekmeister Harmonies, Zhrine

### 23. Brutal Assault (8. – 11. August 2018)
Etwa 18.200 Besucher.
Abysmal Grief, Act of Defiance, Akercocke, Aluk Todolo, Angelmaker, Anime Tormentor, Arkhon Infaustus, Armored Saint, At the Gates, Aura Noir, Azarath, Behemoth, Belphegor, Between the Planets, Blood Incantation, Blues for the Red Sun, Bölzer, Broken Hope, Broken Teeth, Brujeria, Cannibal Corpse, Carnifex, Carpathian Forest, Celeste, Claudio Simonetti's Goblin, Coffins, Comeback Kid, Converge, Counterparts, Cruachan, Cuttered Flesh, Daerrwin, Danzig, Dead Congregation, Depresy, Diabolical, Dodecahedron, Dog Eat Dog, Dragged into Sunlight, Dying Fetus, E-Force, Eskhaton, Esoteric, Evergreen Terrace, Exhorder, Frontside, Full of Hell, Godless Truth, Gojira, Grave Pleasures, Green Carnation, Guineapig, H2O, Harakiri for the Sky, Hate, Helmet, Hentai Corporation, Hirax, Hoskh, Ingested, Innersphere, Insanity Alert, Integrity, Jasad, Jasta, Kurokuma, Laibach, Lvmen, Malokarpatan, Marduk, Messiah, Ministry, Misery Index, Moonspell, Mortiis, Municipal Waste, Myrkur, Nasty, Neocaesar, Nervochaos, Nocturnus A.D., Northlane, Novembers Doom, Obscure Sphinx, Oraculum, Origin, Pain of Salvation, Pallbearer, Paradise Lost, Persefone, Pertubator, Pestilence, Pillorian, Plini, Poppy Seed Grinder, Protector, Ramchat, Ratos de Porão, Ravelin 7, Rolo Tomassi, Sadistic Intent, Sepultura, Shelter, Silent Stream of Godless Elegy, Steve ’n’ Seagulls, Suicidal Tendencies, Terror, The Black Dahlia Murder, Tormentor, Toxic Holocaust, Ulsect, Uncured, Unleashed, Unsane, Wardruna, Whoredom Rife, Wiegedood, Wisdom in Chains, Wrathprayer

### 24. Brutal Assault (7. – 10. August 2019)
Etwa 19.000 Besucher.
Aborted, After the Burial, Agnostic Front, Alien Weaponry, Altarage, Anaal Nathrakh, Anathema, Animals as Leaders, Annotations of an Autopsy, Antaeus, Anthrax, Au-Dessus, Azusa, Batushka, Brutally Deceased, CAD, Car Bomb, Carcass, Carpenter Brut, Caspian, Combichrist, Counting Hours, Coven, Crossfaith, Crystal Lake, Cult of Luna, Cytotoxin, Daughters, Decapitated, Decultivate, Deicide, Déluge, Demolition Hammer, Destruction, Diablo Swing Orchestra, Discharge, Dr. Living Dead, Ektomorf, Electric Wizard, Elysium, Emperor, Ensiferum, Entropia, Eskhaton, Exumer, EyeHateGod, Forgotten Silence, Frog Leap, Get the Shot, Godflesh, Gorod, Gost, Gutalax, Heilung, Hellhammer - Triumph of Death, Hexis, Higher Power, Hypocrisy, Immolation, Incantation, Iron Reagan, Jinjer, Jungle Rot, Kampfar, Kraanium, Krisiun, Letters from the Colony, Lionheart, Mallephyr, Meat Spreader, Meshuggah, Metal Church, MgŁa, Midnight, Monster Magnet, Napalm Death, Necros Christos, Nord Jevel, Oceans of Slumber, Of Mice & Men, Omnium Gatherum, Parkway Drive, Perfecitizen, Primordial, Prong, Raised Fist, Rotting Christ, Sacred Reich, Saor, Shape of Despair, Sick of It All, Skeletal Remains, Slægt, Slapshot, Sodom, Soilwork, Taake, Tankard, Taphos, Testament, The Arson Project, The Contortionist, The Obsessed, The Ocean, Therion, Thy Art Is Murder, Toska, Une Misère, Unfathomable Ruination, Unprocessed, Vampillia, Vargrav, Ved Buens Ende, Venom Prison, Violator, Violent Magic Orchestra, Voivod, Vulvodynia, Vuur, Walls of Jericho, Windhand, Woe unto me, Wolfbrigade, Wormed, Zuriaake

### 25. Brutal Assault (10. – 14. August 2022)
Etwa 18.000 Besucher.
1914, Abattoir, Abbath, Abbie Falls, Aborted, Ad Nauseam, Ahab, Alcest, Amenra, Arcturus, Artillery, As I Lay Dying, Asphyx, At the Gates, Avatar, Aviana, Baest, Beesu, Benighted, Blind Ruler Cursed Land, Blood Incantation, Bloodbath, Bloodywood, Bolehlav, Butcher Babies, Cannibal Corpse, Carnation, Cattle Decapitation, Clutch, Comeback Kid, Conjurer, Cradle of Filth, D.R.I., Dark Funeral, Darkest Hour, Decapitated, Depresy, Devourment, Die Krupps, Dool, Draconis Infernum, Elbe, Ergot, Evergreen Terrace, Evoken, Excrementory Grindfuckers, Exorcizphobia, Exhorder, Extermination Dismemberment, Fäust, Fleshcrawl, Fleshgod Apocalypse, Front Line Assembly, Frontierer, Gaahls Wyrd, Gaera, God Mother, Godless Truth, Golem Mecanique, Gorod, Haemorrhage, Hangman's Chair, Havocknoize, Heathen, Hentai Corporation, Hideous Divinity, Hluková Sekce, Humanity's Last Breath, IAmNøt, Ignea, Igorrr, Igra/Cybersheep, Imperial Triumphant, Insania, Insomnium, Jinjer, Jugendwerkhof, Katatonia, Khost, Korpse, Leprous, Life of Agony, Lorna Shore, Lost Society, Malevolent Creation, Mass Infection, Mayhem, Me And That Man, Melt-Banana, Mercyful Fate, Misery Index, Moaan Exis, Můra, Mysticum, Nailed to Obscurity, Necrophobic, Necrot, Nekrogoblikon, New Risen Throne, Nighcall, NunSlaughter, Onslaught, Oranssi Pazuzu, Ottone Pessante, Pallbearer, Panzerfaust, Paradise Lost, Pathology, Pentagram, Philip H. Anselmo & The Illegals, Phlebotomized, Psykup, Pupil Slicer, Pythius, Regarde Les Hommes Tomber, Rivers of Nihil, Sable Hills, Sceletons, Shaam Larein, Schizophrenia, Sick of It All, Sigh, Skepticism, Skywalker, Slagmaur, Slope, SOEN, Sólstafir, Somniate, Spaced, Spiritworld, Stake, Stell/ris, Strigoi, Suffocation, Swallow the Sun, Tension Control, TesseracT, The Devil's Trade, Thy Catafalque, Trepaneringsritualen, Uada, Undergang, Unearth, Urne, Valkyrja, Venom, Vio-lence, Voices, Voivod, Vola, Vulture Industries, Z

### 26. Brutal Assault (9. – 12. August 2023)
Etwa 17.000 Besucher.
Abbie Falls, Adacta, Agnostic Front, Anaal Nathrakh, Angelus Apatrida, Archspire, Artificial Brain, Aura Noir, Bad Groupy, BBYB, Be'lakor, Beartooth, Bell Witch, Belphegor, Benediction, Biohazard, Birds in Row, Bleed from Within, Borknagar, Brand of Sacrifice, Cabal, Caligula's Horse, Capra, Carach Angren, Carpenter Brut, Catastrofy, Cobra The Impaler, Coffin Feeder, Concrete Winds, Converge, Crippled Black Phoenix, Crippled Fingers, Crisix, Cro-Mags, Crowbar, Cult of Fire, Cult of Luna, Death Before Dishonor, Devoid of Thought, Deicide, Demonical, Dismember, Downset, Dödsrit, Dying Fetus, Ellende, Esnlaved, EvilDead, Exciter, Extinction A.D., Eyehategod, Feastem, Fit for an Autopsy, Forgotten Silence, Gang Green, Gatecreeper, Get The Shot, Gorgoroth, Grave Miasma, Health, Heaven Shall Burn, Heaving Earth, Heilung, Hieros Gamos, Horskh, Hypno5e, Hypnös, Hypocrisy, Chci Pnutí & DJ Hordes: IGRA/Cybersheep SoundSystems, Church of Misery, Church of the Cosmic Skull, I Am Morbid, I Built The Sky, Immolation, In Flames, Ingested, Infected Rain, Innersphere, Insanity Alert, Ithaca UK, Kataklysm, Knocked Loose, Kollaps, Konvent, Koroze, Krisiun, Kurokuma, Lamp of Murmuur, Lionheart, LLNN, M.A.C of Mad, Malevolence, Marduk, Maybeshewill, Medical Cabinet, Meshuggah, Messa, Miasmatic Necrosis, Midnight, Misþyrming, Moonspell, Mork, Napalm Death, Nemuer, Nero di Marte, Nile, Nordjevel, Obituary, Obsidious, Of the Wand and the Moon, Omnium Gatherum, Orbit Culture, Pensées Nocturnes, Perturbator, Phragments, Possessed, Profetus, Redzed, Rising Insane, Russian Circles, Ružoví kovboji and Leukotom, S.D.I., Sacramentum, Saturnus, Sepultura, Shadow of Intent, Shimata, Signs of the Swarm, Sijjin, Skinless, Slapshot, Sodom, Solothus, Spectral Wound, SPY, Suicidal Angels, Svartsinn, Terror, The Callous Daoboys, The Humble Man, The Ocean Collective, Tribulation, Trivium, USNU?, Verset Zero, Watain, While She Sleeps, Wiegedood, Wolfheart, Zeal & Ardor

### 27. Brutal Assault (7. – 10. August 2024)
Etwa 18.500 Besucher.
1914, Abbath Performs Immortal, Aborted, Acid Row, Aeon Winds, Akhlys, Architects, Armored Saint, Baroness, Behemoth, Bewitched, Blockheads, Bodysnatcher, Born of Osiris, Brutus, Cancer Bats, Candlemass, Carcass, Cephalic Carnage, Cloak, Cult of Fire mit Bohemian Symphony Orchestra Prague, Cynic, Cytotoxin, Čad, Dark Tranquillity, Darvaza, Deadroots, Deathstars, Deicide, Dethroned, Diskord, Distant, Doomas, Dopethrone, Dødheimsgard, Emma Ruth Rundle, Emperor, Escuela Grind, Evil Invaders, Exodus, Exorcizphobia, Exumer, Finntroll, Forbidden, Gaupa, God Is an Astronaut, Gorod, Grand Magus, Guilt Trip, Hatebreed, Havok, Heathen, Hellripper, Hexvessel, Hirax, Humanity's Last Breath, Chthe'ilist, Impaled Nazarene, Imperial Triumphant, Ions, Jinjer, Julie Christmas, Kalmah, Kronos, Laibach, Laid to Waste, Left to Die, Legion of the Damned, Incantation, Kampfar, Khold, Lik, Madball, Mallephyr, Master Boot Record, Mental Cruelty, Misery Index, Mortuary Drape, Motionless in White, My Diligence, Necrot, New Model Army, Night Verses, Obscura, Oceans Ate Alaska, Party Cannon, Persefone, Pestilence, Plini, Pupil Slicer, Primordial, Red Fang, Riverside, Rotten Sound, Sadus, Satisfvcktion, Satyricon, Severe Torture, Show Me the Body, Skeletal Remains, Sněť, Soil, Spiritbox, Srefa, Stellvris, Stoned Jesus, Svalbard, Sinister, Sylosis, Take Offense, Terrorizer, Textures, The Black Dahlia Murder, The Dillinger Escape Plan, Totenmesse, Toxic Holocaust, Triumph of Death Performing Hellhammer, Testament, The Amity Affliction, The Obsessed, The Omnific, Tulus, Uada, Ufomammut, Unto Others, Ven Buens Ende, Villagers of Ioannina City, Vltimas, Vomitory, Whitechapel, Worm, Yellow Eyes, Spit Mask, Mouth Wound, Arottenbit, Bosco Sacro, the Marquis is Dead, Antelogos, the Undertaker's Tapes, C4at, V0nt, Solventis, Body of Pain, Gertie Adelaido, Mancy Sono, Hexen, Jasnovidec, Olaf Olafsonn and the Big Bad Trip, Xdzvonx, Destruction Derby, Igra/cybersheep Soundsystem